# Alecta
Alecta Tjänstepension Ömsesidigt (hette Svenska Personal-Pensionskassan (SPP) före 2001) är ett svenskt tjänstepensionsbolag och har förvaltat tjänstepensioner sedan 1917. Alecta är ett ömsesidigt livförsäkringsbolag vilket innebär att det ägs av sina kunder, företagen och deras anställda. Det betyder också att allt överskott går tillbaka till kunderna och att eventuella underskott i verksamheten också bärs av försäkringskollektivet.

## Verksamhet
Alecta arbetar på uppdrag av Svenskt Näringsliv och PTK och erbjuder traditionell försäkring inom ett stort antal kollektivavtalsområden, till exempel ITP, Avtalspension SAF-LO, PA 03 med flera. 
Alecta förvaltar drygt 1200 miljarder kronor åt sina ägare, 2,8 miljoner privatkunder och 35 000 kundföretag. Det förvaltade kapitalet gör Alecta till en av de största ägarna på Stockholmsbörsen. Alecta har ungefär 360 anställda och kontor på Regeringsgatan i Stockholm. VD för bolaget är Peder Hasslev. Styrelseordförande är Jan-Olof Jacke.

### Historik

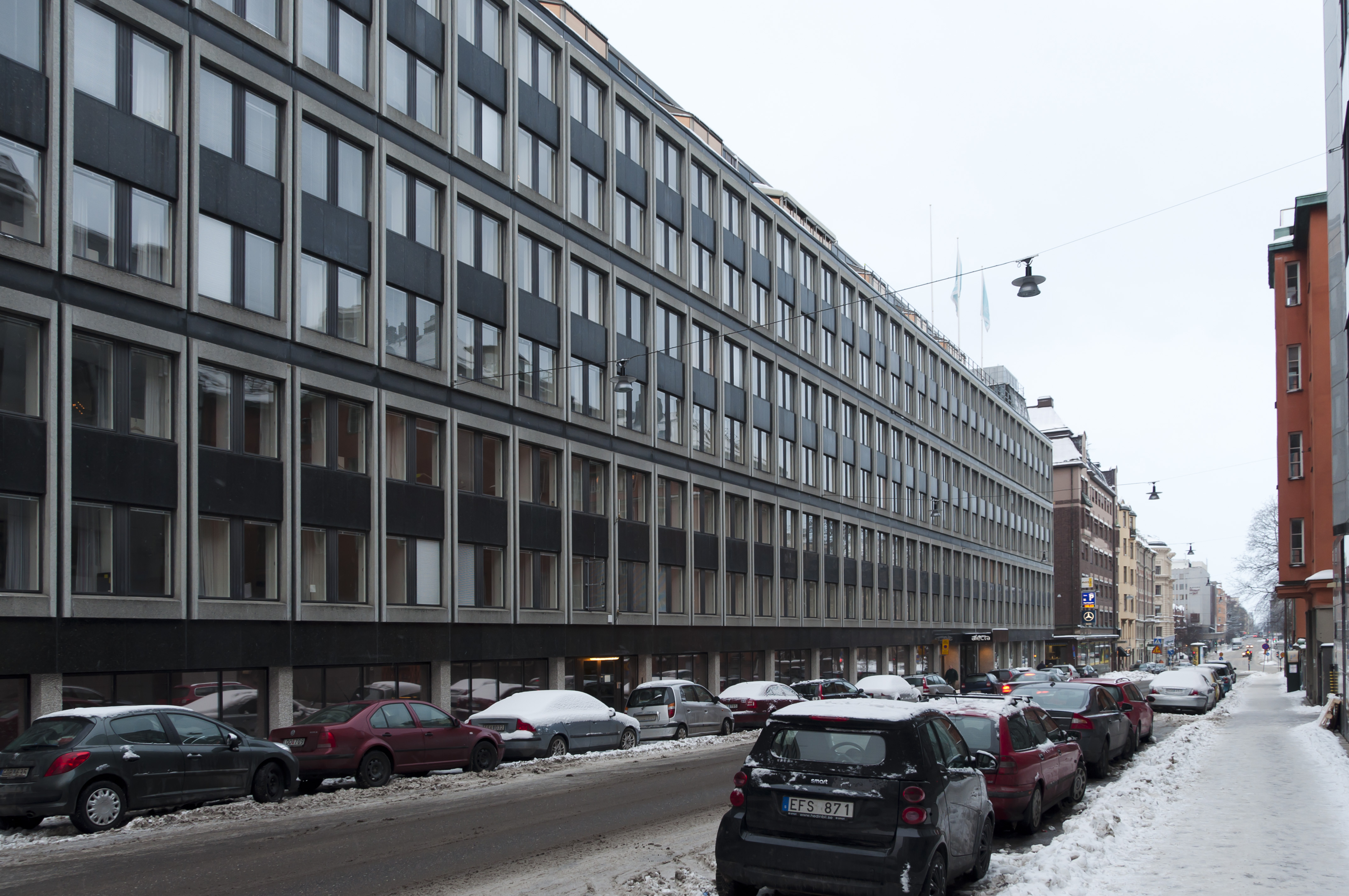
Huvudkontoret på Regeringsgatan

- 1917 bildades Sveriges Privatanställdas Pensionskassa, och fick sin allra första kund - Föreningen Handarbetets vänner
- 1929 bytte bolaget namn till Svenska Personal-Pensionskassan.[1]
- 1960 fick bolaget under varumärket SPP i uppdrag att förvalta ITP-planen.
- 1974 kom ett heltäckande kollektivavtal om ITP.
- 1977 kompletterades ITP med ITPK.
- 2000 såldes SPP Liv och SPP Fonder till Handelsbanken.
- 2001 bytte företaget namn till Alecta, i samband med att dotterbolagen SPP Liv och SPP Fonder såldes tillsammans med varumärket SPP.[2]
- 2007 trädde det nya ITP-avtalet i kraft och Alectas tjänstepension blev både valbar och ickevalsalternativ i den nya ITP-planen.
- 2009 blev Alecta utsett till valbart bolag inom Avtalspension SAF-LO.
- 2010 utsågs Alecta till valbart bolag i pensionsavtalet PA 03.
- 2016 är Alecta valbart bolag i avtalsområdet KAP-KL/AKAP-KL.

## Miljardförluster i amerikanska nischbanker
Under våren 2023 framkom att Alecta gjort stora förluster på sina investeringar i tre amerikanska nischbanker; Silicon Valley Bank, Signature Bank och First Republic Bank. Förlusterna uppgick till 19,6 miljarder kronor.
Tidigare vd Magnus Billing fick hastigt lämna sin post som en konsekvens av bolagets misslyckade investeringar. Även tidigare styrelseordförande Ingrid Bonde valde att avgå i sviterna av detta. Tillförordnad vd för bolaget var Katarina Thorslund fram tills 1 september 2023, då Peder Hasslev tillträdde som ny VD. Ny ordförande från den 2 oktober 2023 var Jan-Olof Jacke. Carina Åkerström valdes till styrelseordförande för Alecta den 22 februari 2024. Den 3 mars 2024 avgick hon från ordförandeposten och ersattes av Jan-Olof Jacke.

## Samarbete med högskolor och universitet
Företaget är en av de främsta medlemmarna, benämnda Senior Partners, i Handelshögskolan i Stockholms partnerprogram för företag som bidrar finansiellt till Handelshögskolan i Stockholm och nära samarbetar med den vad gäller utbildning och forskning.